# André Baudry
Pour les articles homonymes, voir Baudry.
André Baudry (né le 31 août 1922 à Rethondes et mort le 1er février 2018 à Naples) est un militant français des droits des homosexuels.
Il est le créateur de la revue homophile Arcadie (1954-1982). Son activité associative ainsi que sa réflexion sur la normalisation de la vie des homosexuels constituent, en amont des mouvements plus radicaux des années 1970, un jalon majeur de la lutte contre la persécution des homosexuels en France.

## Biographie
Ancien séminariste, puis professeur de philosophie dans l'enseignement privé (dont au lycée Saint-Louis-de-Gonzague), il s'intéresse au débat sur la sexualité après la publication du rapport Kinsey en 1948, du Deuxième Sexe de Simone de Beauvoir, en 1952 et la même année, de la thèse de théologie intitulée Vie chrétienne et problèmes de la sexualité de l’abbé Marc Oraison. Cette thèse qui prend clairement position pour une attitude plus compréhensive de l'Église vis-à-vis de l'homosexualité est mise à l'Index en mars 1953.
La revue Arcadie a été lancée en janvier 1954 par André Baudry, Jacques de Ricaumont, Roger Peyrefitte et l'auteur et ex-séminariste André du Dognon. Jean Cocteau offre un dessin inédit (marqué du mot « liberté » écrit à l'envers) à sa signature pour le premier numéro (tiré à 1 500 exemplaires seulement). Elle fut aussitôt interdite à l'affichage et à la vente aux mineurs selon la loi Lecourt/Moch du 16 juillet 1949 (seuls les abonnés pouvaient donc se la procurer, le bouche-à-oreille était donc crucial pour que la revue soit lue). André Baudry fut poursuivi en 1955 pour outrage aux bonnes mœurs et condamné à 400 000 francs d'amende. Afin de ne pas effrayer les membres d'Arcadie, il affirmera longtemps ne pas avoir été condamné. L'interdiction ne sera levée qu'en 1975, mais la revue n'a jamais cessé de paraître (11 numéros par an, de janvier 1954 à août 1982, soit 314 exemplaires en tout, dont un numéro double chaque été). « Arcadie », à son apogée, tirera à 40 000 exemplaires destinés à toute la France (et au-delà). Elle avait des liens forts et des échanges avec les revues homosexuelles Der Kreis (Le Cercle, de Suisse) et One (États-Unis).     
Dès mars 1957, Arcadie prend de l'ampleur se double d'un lieu d'accueil pudiquement baptisé Club littéraire et scientifique des pays latins (Clespala), au 61 rue du Château-d'Eau (Paris 10e), un ancien théâtre, qui fut de fait longtemps le seul lieu de Paris et même de toute la France où deux personnes de même sexe pouvaient danser ensemble sans souci. Des banquets, des débats, des conférences et des après-midi dansantes (une fois par mois) se développent, accueillant chaque mois jusqu'à 10 000 personnes. En juillet 1960, lors de l'adoption de l’amendement Mirguet rangeant l'homosexualité parmi les « fléaux sociaux », il supprima les petites annonces et les photographies de la revue, de crainte qu'elle ne soit frappée à nouveau d'une interdiction.
En 1972, la tendance catholique de ARCADIE prend son autonomie en créant l'association David et Jonathan, qui existe encore aujourd'hui (et qui demeure donc une des plus anciennes associations LGBT en France et en Europe).  
Au début des années 1970, alors que la dictature franquiste sévit encore, il aide son camarade catalan Armand de Fluvià à éditer en Espagne ses bulletins du Movimiento Español de Liberación Homosexual en faveur des droits.  
Le philosophe Michel Foucault qui a fréquenté Arcadie quelque temps et a participé à l'une de ses conférences en 1979 a écrit : « Arcadie a été le seul [mouvement] à employer le mot peuple. C'était là la folie prophétique de Baudry (...). On peut être frappé par la perpétuelle imprécation du leader des arcadiens contre leurs mauvaises mœurs. En fait, il faut bien que le “peuple” soit pécheur, pour avoir besoin d'un prophète. »
En 1975, André Baudry est invité à témoigner à la télévision dans Les Dossiers de l'écran. Il renomme Arcadie « Mouvement homophile de France ». En 1979, il invite à un grand congrès de nombreux intellectuels sympathisants comme Michel Foucault (qui a fréquenté lui-même Arcadie un moment), Philippe Ariès, Robert Merle, ou Paul Veyne.
À la fin des années 1970, Arcadie connaît encore le succès et la revue a au moins 30 000 abonnés. Des délégations en province se sont multipliées. Pourtant, face aux critiques et à la naissance d'associations gays plus radicales (le FHAR dès 1971, les GLH puis, au début des années 1980, le CUARH), et surtout avec la « dépénalisation de l'homosexualité » et la destruction des fichiers d'homosexuels tenus par la préfecture de police, avancées réalisées sur la promesse du nouveau président François Mitterrand via ses ministres Robert Badinter et Gaston Defferre, André Baudry décide la dissolution de sa société (SARL) le 13 mai 1982. Il s'exile à Naples où il a vécu, par la suite, de longues années avec Giuseppe, l'homme de sa vie.
André Baudry a fait don en 2015 de sa collection d'environ 800 romans et essais portant sur le thème de l'homosexualité à la Bibliothèque historique de la ville de Paris (fonds André-Baudry).
Il est mort le 1er février 2018 à Naples.